# Ernst Harthern
Ernst Harthern (geboren als Ernst Ludwig Jacobson 7. September 1884 in Stade; gestorben 8. Juni 1969 in Sigtuna, Schweden; Pseudonym von 1909 bis 1945: Niels Hoyer) war ein deutscher Journalist, Schriftsteller und Übersetzer. Aufgrund seiner jüdischen Abstammung wurde er nach 1933 verfolgt und nach seiner Emigration 1936 ausgebürgert. Er lebte fortan im Exil in Dänemark und Schweden. Ernst Harthern setzte sich in seinem Werk intensiv mit seiner jüdisch-deutschen Identität auseinander und war als Übersetzer von Werken der skandinavischen Literatur als kultureller Botschafter tätig.

## Leben

Infotafel am Wohnhaus Bungenstr. 14 in Stade

Ernst Harthern wurde als Ernst Ludwig Jacobson am 7. September 1884 in der Bungenstraße 14 in Stade geboren.

### Familie, Kindheit und Jugend
Nach eigenen Aussagen war Ernst Harthern der Ur-Ur-Enkel des jüdischen Reformers Israel Jacobson aus Halberstadt. Hartherns väterliche Familie stammte demzufolge vom „letzten Sohn“ dieses Reformers ab, der den jüdischen Glauben gelebt habe. Die Stader Familie Jacobson betrieb in der Kleinstadt über mehrere Generationen eine Papier- und Produktenhandlung. Hartherns Vater, David Jacobson, verließ früh die Familie und wanderte in die Vereinigten Staaten aus. Die Mutter Johanne Jacobson (geb. Frenkel) entstammte einer jüdischen Familie aus Varenholz und verstarb, als der Junge neun Jahre alt war. Fortan wuchs Harthern bei seiner Tante, Frieda Freudenstein (geb. Frenkel, 1864–1942, gest. in Treblinka) auf. Ernst Ludwig Jacobson besuchte das Gymnasium Athenaeum und verließ mit 16 Jahren die niedersächsische Kleinstadt, um eine Banklehre in Halberstadt aufzunehmen.

### Wanderjahre, Kopenhagen und Norwegen
Die Banklehre musste der junge Ernst Ludwig bereits nach einem halben Jahr wegen finanzieller Probleme des Bankhauses abbrechen. Es folgten mäßig erfolgreiche Jahre der beruflichen und persönlichen Selbstfindung mit Stationen in Berlin, Weimar, Solingen, München und Wien. Wegen Mietrückstands und vermeintlicher Veruntreuung kam er mehrmals in Haft, wurde freigesprochen und später in gleicher Sache wiederum verurteilt. In verzweifelter Lage unternahm er einen Suizidversuch und reiste – körperlich verletzt und oft mittellos – durch Deutschland und Holland. Der Halbwaise mit künstlerischen Ambitionen erhielt in dieser Zeit nur wenig Anerkennung und Unterstützung aus der eigenen Familie. Selbstbestätigung versuchte er aus seiner schriftstellerischen und journalistischen Tätigkeit zu ziehen, die er allen Widrigkeiten zum Trotz nie aufgab. Nach weiteren Rückschlägen, die beinahe in einem erneuten Suizidversuch mündeten, war er am Ende seiner Kräfte, erlitt einen Zusammenbruch und musste für mehrere Monate im Hamburger Hafenkrankenhaus behandelt werden.
Auf Vermittlung des Journalisten Kurt Küchler, Redakteur des Hamburger Fremdenblatts, konnte Ernst Harthern 1910 nach Kopenhagen ausreisen und fand bei Freunden Unterkunft. Ab 1911 hielt er sich als Korrespondent der Frankfurter Zeitung fast ständig im Ausland auf.
1912 begann er mit der Übersetzung skandinavischer Literatur, darunter u. a. Klassiker von Bjørnstjerne Bjørnson und Knut Hamsun. Er veröffentlichte unter dem Pseudonym Niels Hoyer. Skandinavien wurde ihm zur zweiten Heimat, er heiratete die Norwegerin Martina Willberg und wurde Vater zweier Kinder. Seine Vergangenheit holte ihn auch in Skandinavien ein. Mehrfach versuchte er, seine Angelegenheiten als Ehrenmann zu regeln.
Im autobiografischen Aufsatz Notschrei von 1913 bekannte sich Ernst Harthern unter Preisgabe seines Pseudonyms Niels Hoyer in schonungsloser Offenheit zu dieser Zeit. Es seien acht Jahre gewesen, in denen er „keinen glücklichen Tag mehr erlebt“ habe.

### Rückkehr nach Deutschland, Dänemark
Die Familie kehrte für einige Jahre (1919–1924) nach Stade zurück. Hier ließ der als Ludwig Jacobson Geborene im Jahr 1921 seinen Namen amtlich in Ernst Harthern ändern. Für viele Jahre blieb dies der letzte Besuch in seiner Heimatstadt. Ernst Harthern ging wieder ins Ausland und besuchte Stade zuletzt 1954 – im Todesjahr seiner Cousine – zu Recherchen über den Tod seiner Mutter.
Ab 1926 lebte er überwiegend in Dänemark, wo er am 6. Mai 1931 die dänische Schauspielerin Maria Garland heiratete. Bemüht um einen deutsch-skandinavischen Kulturaustausch, begann Ernst Harthern in Dänemark, deutsche Werke in skandinavische Sprachen zu übersetzen. Er soll die Herausgabe des Romans Jud Süß von Lion Feuchtwanger beim dänischen Verlag Gyldendal maßgeblich befördert haben.

### Verbot und Ausgrenzung in Deutschland, Exil
Nach der Machtergreifung der Nationalsozialisten in Deutschland wurde Ernst Harthern im April 1933 vom deutschnationalen, zum Hugenberg-Konzern gehörenden Scherl-Verlag, für den er zu dieser Zeit tätig war, aufgrund seiner jüdischen Abstammung entlassen. Für Harthern, der zuvor der nationalen Bewegung in Deutschland eher zugetan war, war dies offenbar der Anlass, den Nationalsozialismus kritisch zu bewerten und sich den eigenen jüdischen Wurzeln zuzuwenden. In der Folge unternahm er Reisen nach Palästina, deren Eindrücke er später in zwei Romanen verarbeitete.
Nachdem seine Werke in Deutschland bereits 1933 verboten worden waren, wurde Harthern auch persönlich ausgegrenzt. Aus dem Ehemaligen-Verein des von ihm besuchten Gymnasiums in Stade wurde er 1935 ausgeschlossen. 1936 folgte die Ausbürgerung aus Deutschland. Hartherns Wahlheimat Dänemark wurde nun zum Exil – die so wichtigen Bande in die deutsche Heimat waren endgültig zerschnitten.
Nach der Besetzung Dänemarks entging Ernst Harthern knapp der Verfolgung durch die Nationalsozialisten und konnte 1943 im Rahmen der Aktion zur Rettung der dänischen Juden nach Stockholm emigrieren.

### 1945–1969
Schweden blieb nach Kriegsende die Heimat Ernst Hartherns. Am 9. Juli 1951 ging er dort seine dritte Ehe mit der Schwedin Anna-Britta Jönsson ein. In Schweden war er als Journalist für verschiedene Zeitungen tätig, übersetzte weiter Werke der skandinavischen Literatur ins Deutsche und arbeitete in einem Archiv.
Eine Rückkehr nach Deutschland strebte er nicht an. Nach schwerer Krankheit starb Harthern im Alter von 84 Jahren am 8. Juni 1969 in Sigtuna.

## Schriftstellerisches Wirken

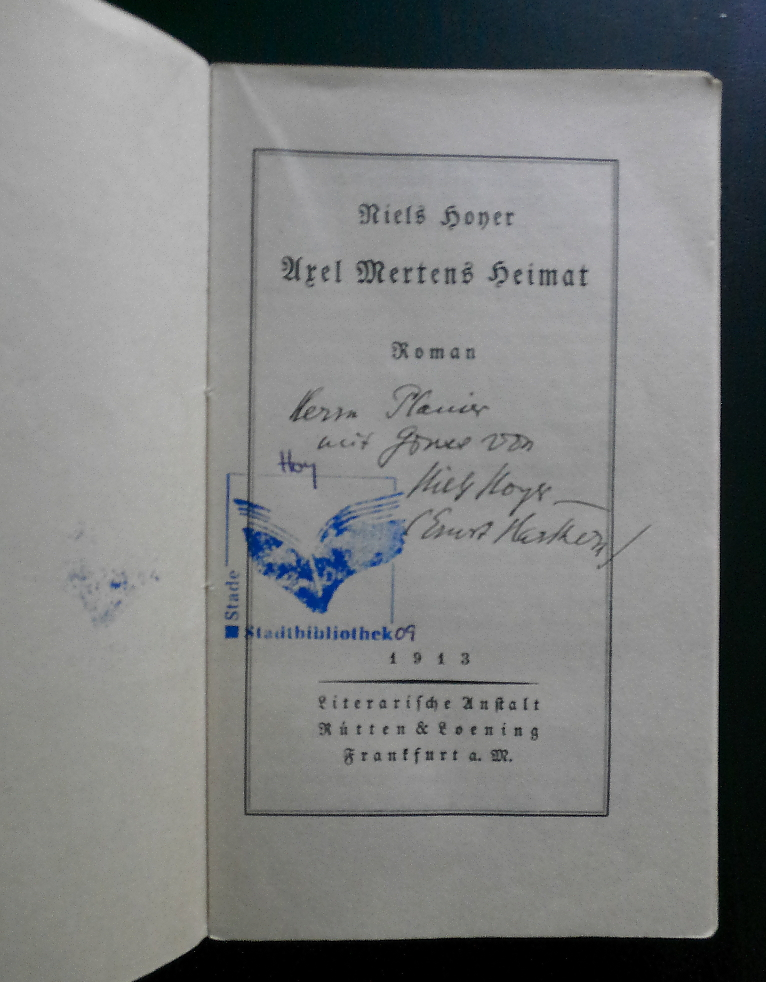
Ausgabe des ersten Romans „Axel Mertens Heimat“ von 1913 mit Widmung des Autors; Bestand: Stadtbibliothek Stade

Der Schwerpunkt seines schriftstellerischen Schaffens lag im journalistischen Bereich und in der Übersetzung skandinavischer Literatur. Ernst Harthern hat nach eigenem Bekunden 70 Werke ins Deutsche übertragen und damit viele Autoren erstmals für ein deutschsprachiges Publikum zugänglich gemacht. Als Korrespondent für deutsche und skandinavische Zeitungen kommt ihm eine besondere Bedeutung für den interkulturellen Austausch zu.
Das eigene literarische Werk nimmt – gemessen am Gesamtumfang seiner Publikationen – einen verhältnismäßig kleinen Teil ein. 1913 erschien sein erster Roman Axel Mertens Heimat, der in der Stader Region spielt.
1932 erschien das Buch Lili Elbe. Ein Mensch wechselt das Geschlecht über die Geschichte der dänischen Malerin Lili Elbe (geboren als Einar Mogens Wegener), die sich als eine der ersten trans Personen geschlechtsangleichenden Operationen unterzogen hatte. Das Buch sorgte wegen seines außergewöhnlichen Themas nicht nur im Umfeld der künstlerischen Avantgarde der 1930er Jahre weltweit für großes Aufsehen.
Größere Aufmerksamkeit und Beachtung in literarischen Kreisen fand der Roman Heimwärts, in dem Harthern die Eindrücke einer dreimonatigen Reise nach Palästina verarbeitete. Hierin schildert Harthern das Zusammentreffen unterschiedlicher Charaktere im Gebiet des damaligen Völkerbundmandats vor Gründung des Staates Israel.  Zentrales Thema ist die Suche nach Heimat und die innere Zerrissenheit, die sich insbesondere für deutsche Exilanten nach der Einwanderung (Alija) im neuen Kulturkreis ergab. Thomas Mann soll das Buch als "wirklich originelles und ergreifendes Werk" beurteilt haben.
Sein letzter Roman Endlich zu Hause (engl. Titel Home at last) erschien zunächst nur in dänischer, schwedischer und englischer Übersetzung.
Ernst Hartherns Übersetzungen von Werken Halldór Laxness’ wurden von der deutschen Literaturkritik häufig positiv bewertet, sind jedoch entgegen den Angaben in den Büchern nicht direkt „aus dem Isländischen“ ins Deutsche übertragen. Da Harthern die isländische Sprache nicht beherrschte, entstanden seine Laxness-Übersetzungen auf dem Umweg über dänische und schwedische Übersetzungen. Dies führte zu Unzulänglichkeiten; die Literaturwissenschaftlerin Guðrún Hrefna Guðmundsdóttir hält fest, dass bekannt sei, „dass seine Laxness-Übersetzungen zuweilen sehr weit vom Original abweichen“.

## Rezeption und Wirkung
Die Werke Ernst Hartherns sind in Deutschland überwiegend nicht mehr lieferbar. Sein umfangreicher Nachlass – zahlreiche Manuskripte und über 3500 Briefe – wird in der Stifts- und Landesbibliothek Västerås (Schweden) aufbewahrt.
Im Jahr 2008 wurde vom Stadtarchiv der Hansestadt Stade eine Auswahl seiner Werke herausgegeben.

### Ein „vergessener Schriftsteller“
Ernst Harthern gilt als „vergessener“ Schriftsteller. Sein Name und seine Werke sind in seinem Heimatland nahezu unbekannt. Erst in jüngerer Zeit hat sich im Umfeld seiner Heimatstadt Stade eine Erinnerungskultur etabliert, nachdem dieser Förderer des kulturellen Austauschs zwischen Skandinavien und Deutschland über Jahrzehnte hinweg übergangen und verschwiegen wurde. Für seine Rolle als Kulturvermittler zwischen Skandinavien und Deutschland wurde ihm an seinem Geburtshaus in Stade eine Gedenktafel gewidmet.

### Heimat, Verlorenheit, Identitätssuche
Als eines der Hauptmotive im Werk Ernst Hartherns gilt seine intensive Auseinandersetzung mit dem Begriff „Heimat“. Sie spiegelt sich bereits im ersten Roman wider, der die Suche des Protagonisten nach seiner bei der Geburt verstorbenen Mutter in Norwegen beschreibt. In späteren Werken thematisiert der aus Deutschland ausgebürgerte Autor insbesondere die Heimatlosigkeit eines „deutschen Juden“, der zwischen der tiefen, letztlich aber enttäuschten, Verbundenheit zu seinem Geburtsland und der Sehnsucht nach dem Ursprung seiner jüdischen Wurzeln in Erez Israel innerlich zerrissen wird.

### Gender-Geschichte: Lili Elbe –Man Into Woman

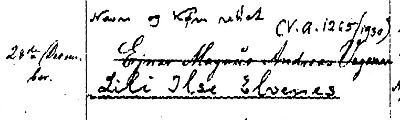
Einzig verbliebener historischer Beleg: die Namensänderung des Künstlers Einar Mogens Andreas Wegener in Lili Ilse Elvenes.

Die breiteste Wirkung hatte die Veröffentlichung der Bekenntnisse der dänischen Malerin Lili Elbe (Lili Ilse Elvenes, Einar Wegener). Das Buch ist unter dem englischen Titel Man into woman mehrfach aufgelegt worden und gilt zuweilen als Genesis of the Gender Revolution. Eine aktuelle Ausgabe wurde erst im Jahr 2004 wieder aufgelegt. Zudem erschienen Auszüge von Man into woman 2005 in einer Anthologie unter dem Titel Sexual Metamorphosis: An Anthology of Transsexual Memoirs.
Mit seinem Erstlingswerk The Danish Girl, das zu großen Teilen auf den von Harthern herausgegebenen Bekenntnissen basiert, konnte der US-amerikanische Autor David Ebershoff im Jahr 2002 einen Bestsellererfolg landen. Das Buch wurde 2015 von Regisseur Tom Hooper mit Eddie Redmayne in der Hauptrolle der Lili Elbe verfilmt.
Ob die im Buch geschilderten Vorgänge den realen Ereignissen entsprechen oder ob es sich um eine – für das Werk Hartherns nicht unübliche – literarische Verarbeitung der eigenen Identitätssuche handelt, ist ungeklärt.

## Werke

### Eigene Werke
- Niels Hoyer: Axel Mertens Heimat. Rütten & Loening, Frankfurt a. M. 1913 (DNB-Eintrag).
- Lili Elbe: Ein Mensch wechselt sein Geschlecht ; Eine Lebensbeichte ; Aus hinterlassenen Papieren, hrsg. von Niels Hoyer. Reissner, Dresden 1932 (DNB-Eintrag)
  - Englische Übersetzung: Man into woman: an authentic record of a change of sex ; the true story of the miraculous transformation of the Danish painter Einar Wegener ed. by Niels Hoyer. Transl. from the German by H. J. Stenning. Introd. by Norman Haire. Dutton, New York 1933 (DNB-Eintrag)
- Niels Hoyer: Heimwärts. Kruseman, Den Haag / Leo, Wien 1936. (DNB-Eintrag)
  - Englische Übersetzung: Ernst Harthern: Going home. Bobbs-Merrill, Indianapolis / New York 1938 (DNB-Eintrag)
- Ernst Harthern: Endlich zu Hause – nur in dänischer, englischer und schwedischer Übersetzung erschienen.
  - Dänische Übersetzung: Landet som fortærer sine Mennesker. Fremad, København 1937. (DNB-Eintrag)
  - Englische Übersetzung: Home at last. Transl. by Kenneth C. Kaufman. Bobbs-Merrill, Indianapolis / New York 1939 (DNB-Eintrag)
  - Schwedische Übersetzung: Äntligen hemma. Övers. av Lennart Göthberg. Natur och kultur, Stockholm 1944.

### Übersetzungen von Werken der skandinavischen Literatur
Matti Aikio
- Der Sohn des Hebräers. Roman (dt. Ausg. von Niels Hoyer). G. Müller, München 1914 (DNB-Eintrag)

Martin Andersen Nexø
- Erinnerungen (aus d. Dän. übers. von Ernst Harthern). Dietz, Berlin 1948 (DNB-Eintrag)

Bjørnstjerne Bjørnson
- Legenden (Deutsch von Niels Hoyer ; Hanns von Gumppenberg). G. Müller, München 1913 (DNB-Eintrag)
- Synnöve Solbakken. Erzählung (mit einer Einf. v. Walther Staudacher. Übers. v. Niels Hoyer). Verl. Deutsche Volksbücher, Stuttgart 1942 (DNB-Eintrag)

Halldór Laxness
- Weltlicht. Roman, (aus d. Isländ. von Ernst Harthern). Suhrkamp, Berlin 1955 (DNB-Eintrag)
- Atomstation. Roman, (Übers. von Ernst Harthern). Rowohlt, Hamburg 1955 (DNB-Eintrag)
- Islandglocke. Roman (aus dem Isländischen von Ernst Harthern). Suhrkamp, Frankfurt a. M. 1951 (DNB-Eintrag)
- Salka Valka. Roman (aus dem Isländischen von Ernst Hartnern). Rowohlt, Hamburg 1957. (DNB-Eintrag)
- Das Fischkonzert. Roman (aus d. Isländ. von Ernst Harthern u. H. Kurt Birger). Rowohlt, Reinbek b. Hamburg 1961 (DNB-Eintrag)
- Die gute Jungfrau und andere Erzählungen (aus d. Isländ. übertr. von Ernst Harthern). Rowohlt, Hamburg 1958 (DNB-Eintrag)

Lars Hansen
- Tromsöer Seeteufel. Roman (aus d. Norweg. v. Niels Hoyer). Schaffstein, Köln 1939 (DNB-Eintrag)
- Kampf ums Leben. Roman (aus. d. Norweg. v. Niels Hoyer). Schaffstein, Köln 1941 (DNB-Eintrag)

Knut Hamsun
- Die letzte Freude. Roman (Übers. aus d. Norweg. von Niels Hoyer). Langen, München 1914 (DNB-Eintrag)
- Hunger (Deutsch von Niels Hoyer). G. Kiepenheuer, Potsdam 1921 (DNB-Eintrag)
- Kinder ihrer Zeit (aus dem Norwegischen von Niels Hoyer). Langen, München 1914. (DNB-Eintrag)

William Heinesen
- Die verdammten Musikanten. Roman von den Färöern (Übers. von Ernst Harthern). Schünemann, Bremen 1952, (DNB-Eintrag)

Hans Jæger
- Kranke Liebe – (mehrteiliges Werk) (Dt. Ausgabe von Niels Hoyer). Kiepenheuer, Potsdam 1920 (DNB-Eintrag)
- Kristiania-Boheme – (eingel. u. autor. übertr. von Niels Hoyer). A. Harms, Hamburg 1921 (DNB-Eintrag)
- Olga (Eine intellektuelle Verführung) – Schauspiel, (eingel. u. übertr. von Niels Hoyer). A. Harms, Hamburg 1921 (DNB-Eintrag)

Aksel Sandemose
- Der Klabautermann. Roman, (Übertr. von Niels Hoyer). Safari-Verlag, Berlin 1928 (DNB-Eintrag)

Karl Schlüter
- Entgleist – Schauspiel in 3 Akten (7 Bildern), (aus d. Dän. übertr. u. f. d. dt. Bühne bearb. v. Niels Hoyer). Pfeffer, Wien / Leipzig um 1935 (DNB-Eintrag)

Harry Søiberg
- Der Seekönig. Roman, (Deutsch von Niels Hoyer). Schaffstein, Köln 1929 (DNB-Eintrag)
- Die Tochter. Roman, (aus d. Dän. von Niels Hoyer). Schaffstein, Köln 1930 (DNB-Eintrag)
- Der letzte Weg. Roman, (aus d. Dän. von Niels Hoyer). Schaffstein, Köln 1931 (DNB-Eintrag)

Sigfrid Siwertz
- Sam, Beth und das Auto : Menschen und Schicksale aus dem Leben der Gegenwart (aus d. Schwed. von Niels Hoyer). C. Schünemann, Bremen 1930 (DNB-Eintrag)

Peter Adolph Tutein
- Ein Mann zuviel – (aus d. Dän. von Niels Hoyer). Schaffstein, Köln 1930 (DNB-Eintrag)

### Herausgeberschaft
- Die Drucke der schönen Rarität – Serie (hrsg. von Niels Hoyer), Hamburg : A. Harms; Leipzig : W. Opetz, (DNB-Eintrag)
  - Alfons Paquet, Die Botschaft des Rheines, Hamburg : A. Harms, 1922
  - Karl Lorenz, Die vier Madonnen, Hamburg : A. Harms, 1922
  - Johann Wolfgang von Goethe, Hymne an die Natur, Hamburg : A. Harms, 1922
  - Ernst Harthern, Nachtlied, Hamburg : A. Harms, 1922
  - Kasimir Edschmid, Rede an einen Dichter, Hamburg : A. Harms, 1922
  - William Shakespeare, Sonette an den geliebten Knaben, Hamburg : A. Harms, 1922

## Nachweise
1. ↑  vgl. Bundesarchiv: "Gedenkbuch - Opfer der Verfolgung der Juden unter der nationalsozialistischen Gewaltherrschaft in Deutschland 1933–1945" Frieda Freudenstein
2. ↑  Niels Hoyer: Notschrei. In: Süddeutsche Monatshefte, 11. Jahrgang, 1. Band (Oktober 1913 bis März 1914), Februar 1914, S. 537–558
3. ↑  vgl. J. Bohmbach: Sie lebten mit uns - Juden im Landkreis Stade vom 18. bis 20. Jahrhundert, (Veröffentlichungen aus dem Stadtarchiv Stade), Bd. 21, Stade 2001, S. 27
4. ↑  vgl. J. Bohmbach: Sie lebten mit uns, Stade 2001, S. 40
5. ↑  vgl. Eintrag zu Maria Garland in "Den Danske Film Database"
6. ↑  vgl. Eintrag zu Maria Garland in "Den Danske Film Database"
7. ↑  zit. nach Hartmut Lohmann: Der Landkreis Stade in der Zeit des Nationalsozialismus, Stade 1991, ISBN 3-9802018-1-3, S. 333
8. ↑  Guðrún Hrefna Guðmundsdóttir: Halldór Laxness in Deutschland (= Beiträge zur Skandinavistik. Band 8). Peter Lang, Frankfurt am Main etc. 1989, ISBN 3-631-40767-X, S. 45.
9. 1 2  Guðrún Hrefna Guðmundsdóttir: Halldór Laxness in Deutschland (= Beiträge zur Skandinavistik. Band 8). Peter Lang, Frankfurt am Main etc. 1989, ISBN 3-631-40767-X, S. 42.
10. ↑  vgl. Hamburger Abendblatt vom 13. Februar 2009 Auf den Spuren von Ernst Harthern
11. ↑  Zit.: Vergessen, weil er Jude war, Hartmut Lohmann: Der Landkreis Stade in der Zeit des Nationalsozialismus, Stade 1991, ISBN 3-9802018-1-3, S. 331
12. ↑  Quelle: Kirkebog Velje, St.Nicolai, Opslag 20 bei: www.danishfamilysearch.dk
13. ↑  So in der Zusammenfassung von Man into woman bei GoogleBooks (abgerufen am 8. September 2014)
14. ↑  Sexual Metamorphosis: An Anthology of Transsexual Memoirs, New York: Vintage Books, 2005, ISBN 1-4000-3014-5 ;in Teilen online verfügbar bei GoogleBooks
15. ↑  Vgl. z. B. für die These der Authentizität: “Lili herself is the actual author of the book. The friend, sometimes mistakenly described as the author, was actually her editor.” In: Review von Man Into Woman bei OII Australia – Intersex Australia, 17. April 2009 (abgerufen am 9. September 2014); dagegen tritt Uwe Ruprecht für eine literarische Interpretation ein: „Lili Elbe treibt das Heimatmotiv als Identitätssuche auf die Spitze. Und nicht im Roman, sondern wie Notschrei als literarisch gestaltetes, als dramatisches Dokument.“ Ernst Hartherns Heimsuchung (Memento vom 15. Oktober 2014 im Internet Archive), Stade 2009
16. ↑  vgl. Sucheintrag zu diesem Titel in der Online-Suche der Bibliothek Västerås (abgerufen am 6. September 2014)

| Personendaten    | Personendaten                                                  |
| ---------------- | -------------------------------------------------------------- |
| NAME             | Harthern, Ernst                                                |
| ALTERNATIVNAMEN  | Jacobson, Ernst Ludwig (Geburtsname); Hoyer, Niels (Pseudonym) |
| KURZBESCHREIBUNG | deutscher Journalist, Schriftsteller und Übersetzer            |
| GEBURTSDATUM     | 7. September 1884                                              |
| GEBURTSORT       | Stade                                                          |
| STERBEDATUM      | 8. Juni 1969                                                   |
| STERBEORT        | Sigtuna                                                        |